# 顺风站
順風站位於中华人民共和国四川省成都市雙流區西航港街道顺风社区機場路土橋段與希望路、順風路路口，是成都地鐵8號線的一座地下車站，於2020年12月28日啟用。
本站因车站位于顺风社区而得名，正式命名前曾使用工程名为“机场快速路站”。

## 車站結構
順風站為一座地下車站，結構共2層，設有1個島式月台。
| 地面              | ·    | 出口A/B/C/D                                                                                       |
| 地下一层          | 站厅 | 自助购票 客服中心                                                                                 |
| 地下二层          | 站台 | \| \| \| 8号线往桂龙路（三元） \| \| 島式 · 開左邊车门 \| \| \| \| \| \| 8号线往龙港（珠江路） \| |
|                   |      | 8号线往桂龙路（三元）                                                                             |
| 島式 · 開左邊车门 |      |                                                                                                   |
|                   |      | 8号线往龙港（珠江路）                                                                             |

## 出入口
本站目前开放4个出入口。
|          |              |                                                        |      |
| 编号     | 设施         | 指示                                                   | 照片 |
|          |              | 機場路土橋段、希望路、成都市鹽道街外国語學校           |      |
| 出口 · B | 无障碍电梯   | 機場路土橋段、希望路、文昌路                           |      |
| 出口 · C |              | 機場路土橋段、順風路、珠江路、中国水电五局职业培训学校 |      |
| 出口 · D | 无障碍卫生间 | 機場路土橋段、顺风路                                   |      |